# Убивство у «Східному експресі» (фільм, 1974)
«Убивство у „Східному експресі“» (англ. Murder on the Orient Express) — детективний фільм Сідні Люмета, що вийшов 1974 року. Екранізація однойменного роману Агати Крісті.

## Сюжет
Еркюль Пуаро повертається із Стамбулу до Великої Британії, куди його терміново викликали. У готелі він зустрічає свого давнього товариша, мсьє Б'янкі, який теж вирушає в подорож «Східним експресом». Але у поїзді немає для детектива жодного вільного місця. Проте завдяки мсьє Б'янкі, який є власником компанії, Пуаро сідає в поїзд. Вагон зайнятий людьми різноманітних національностей та віку, зовсім між собою не схожих. Того ж дня до детектива звертається американець Ретчетт, який бажає, щоб Пуаро став його охоронцем за дуже велику суму грошей. Пуаро відмовляється, і наступної ночі поїзд потрапляє в замет на території Югославії. Вранці також виявляється, що Ретчетт жорстоко убитий у своєму купе. Через те, що поїзд застряг у заметі, викликати поліцію неможливо. Також стає зрозумілим, що вбивця жодним чином не міг покинути потяг.
При дослідженні тіла покійника ідентифікується справжнє ім'я жертви — Касетті, а також зрозумілою стає його втеча зі США та пересторога за власне життя. Декілька років тому банда, лідером якої Був Касетті, викрала дочку британського полковника Армстронга Дейзі, вимагаючи викуп. Отримавши гроші, вони вбили дочку та за допомогою хабарів і залякувань зуміли уникнути правосуддя. Мати Дейзі померла під час наступних пологів. Няня Полет, яка безпідставно була звинувачена у посібництві викрадення, покінчила життя самогубством. Батько, полковник Армстронг, також скоїв суїцид.
Розслідуючи справу, Пуаро дізнається, що всі пасажири потяга була в тій або іншій мірі причетні до сім'ї Армстронгів і у кожного з них був мотив скоїти цей злочин.

## У ролях
- Альберт Фінні — Еркюль Пуаро
- Лорен Беколл — місіс Габбард / Лінда Арден
- Мартін Болсам — мсьє Б'янкі
- Інґрід Берґман — Ґрета Ольсон
- Жаклін Біссет — графиня Гелена Андрені
- Жан-П'єр Кассель — провідник П'єр Мішель
- Шон Коннері — полковник Арбетнот
- Джон Ґілґуд — Едвард Беддоуз
- Венді Гілер — княгиня Драгомирова
- Ентоні Перкінс — Гектор МакКвінн
- Ванесса Редґрейв — Мері Дебенгем
- Рейчел Робертс — Гільдеґард Шмідт
- Річард Відмарк — Ретчетт / Кассетті
- Майкл Йорк — граф Рудольф Андрені
- Колін Блейклі — Сайрус Гардман
- Джордж Кулуріс — лікар Константин
- Деніс Квіллі — Антоніо Фоскареллі

### Нагороди й номінації[1]
| Рік            | Нагорода                               | Категорія                      | Номінант  | Результат |
| -------------- | -------------------------------------- | ------------------------------ | --------- | --------- |
| 1975           |                                        |                                |           |           |
| Премія «Оскар» | Найкраща жіноча роль другого плану     | Інґрід Берґман                 | Перемога  |           |
| Премія «Оскар» | Найкраща чоловіча роль                 | Альберт Фінні                  | Номінація |           |
| Премія «Оскар» | Найкращий адаптований сценарій         | Пол Ден                        | Номінація |           |
| Премія «Оскар» | Найкраща операторська робота           | Джеффрі Ансворт                | Номінація |           |
| Премія «Оскар» | Найкращий дизайн костюмів              | Тоні Волтон                    | Номінація |           |
| Премія «Оскар» | Найкраща музика до фільму              | Річард Родні Беннетт           | Номінація |           |
| БАФТА у кіно   | Найкраща музика до фільму              | Річард Родні Беннетт           | Перемога  |           |
| БАФТА у кіно   | Найкраща чоловічу роль другого плану   | Джон Ґілґуд                    | Перемога  |           |
| БАФТА у кіно   | Найкраща жіноча роль другого плану     | Інґрід Берґман                 | Перемога  |           |
| БАФТА у кіно   | Найкраща чоловіча роль                 | Альберт Фінні                  | Номінація |           |
| БАФТА у кіно   | Найкращий фільм                        | Убивство у "Східному експресі" | Номінація |           |
| БАФТА у кіно   | Найкращий режисер                      | Сідні Люмет                    | Номінація |           |
| БАФТА у кіно   | Найкращий оператор                     | Джеффрі Ансворт                | Номінація |           |
| БАФТА у кіно   | Найкращий дизайн костюмів              | Тоні Волтон                    | Номінація |           |
| БАФТА у кіно   | Найкраща робота художника-постановника | Тоні Волтон                    | Номінація |           |
| БАФТА у кіно   | Найкращий монтаж                       | Енн В. Коутс                   | Номінація |           |

## Цікаві факти
7 акторів, які знімалися в цьому фільмі, були лауреатами премії «Оскар» (Мартін Балсам, Інгрід Бергман, Шон Коннері, Джон Гілгуд, Венді Гілер, Ванесса Редґрейв і Лорен Беколл).